# Sender Alf-Bullay
Der Sender Alf-Bullay ist ein Füllsender des Südwestrundfunks (ehemals Südwestfunk) für Hörfunk. Er befindet sich auf dem König, einer Erhebung östlich der Gemeinde Bullay.
Er versorgt primär das Moseltal um die Gemeinden Bullay und Alf.

## Frequenzen und Programme

### Analoger Hörfunk (UKW)
| Frequenz (MHz) | Programm             | RDS PS   | RDS PI | Regionalisierung     | ERP (kW) | Antennendiagramm rund (ND)/gerichtet (D) | Polarisation horizontal (H)/vertikal (V) |
| -------------- | -------------------- | -------- | ------ | -------------------- | -------- | ---------------------------------------- | ---------------------------------------- |
| 92,6           | SWR3                 | __SWR3__ | D3A3   | Rheinland-Pfalz/Köln | 0,01     | ND                                       | H                                        |
| 95,1           | SWR Kultur           | SWR_Kult | D3A2   | Rheinland-Pfalz      | 0,01     | ND                                       | H                                        |
| 97,2           | SWR4 Rheinland-Pfalz | SWR4_KO_ | D6A4   | Koblenz              | 0,05     | ND                                       | H                                        |
| 99,5           | SWR1 Rheinland-Pfalz | SWR1_RP_ | D3A1   | −                    | 0,01     | ND                                       | H                                        |

### Digitales Radio (DAB+)
Seit dem 9. Oktober 2019 wird das Digitalradio (DAB+) in vertikaler Polarisation und im Gleichwellenbetrieb mit anderen Sendern ausgestrahlt.
| Block                             | Programme | ERP (kW) | Antennen-diagramm rund (ND)/gerichtet (D) | Polarisation horizontal (H)/vertikal (V) | Gleichwellennetz (SFN) |
| --------------------------------- | --- | -------- | ----------------------------------------- | ---------------------------------------- | --- |
| 11A Rheinland- Pfalz 1 (D__00217) | DAB+-Multiplex der Digital Radio Südwest: - SWR1 RP (96 kbps) - SWR Kultur (96 kbps) - SWR3 (Rheinland-Pfalz) (96 kbps) - SWR4 KL (88 kbps) - SWR4 KO (88 kbps) - SWR4 LU (88 kbps) - SWR4 MZ (88 kbps) - SWR4 TR (88 kbps) - DASDING (96 kbps) - SWR Aktuell (72 kbps) - bigFM (72 kbps) - RPR1. (überregional) (72 kbps) - Rockland Radio (überregional) (72 kbps) - EPG (24 kbps) - TPEG (16 kbps) | 2        | N                                         | V                                        | - Region Kaiserslautern: Bornberg, Kaiserslautern (Rotenberg), Kettrichhof, Zweibrücken - Region Koblenz: Ahrweiler (Schöneberg), Alf-Bullay, Altenahr (Oberes Ahrtal), Bad Marienberg, Betzdorf (Weißenstein), Diez, Koblenz (Dieblich-Waldesch), Linz am Rhein - Region Ludwigshafen: Weinbiet - Region Mainz: Bad Kreuznach (Bad Münster am Stein), Donnersberg, Mainz-Kastel, Oberdiebach (Lorch) - Region Trier: Bitburg, Bleialf, Daleiden, Haardtkopf, Idar-Oberstein, Kirn, Palzem, Schartenberg (Eifel), Niedersgegen, Saarburg, Traben-Trarbach, Trier (Markusberg) |

### Analoges Fernsehen (PAL)
Vor der Umstellung auf DVB-T diente der Senderstandort weiterhin für analoges Fernsehen:
| Kanal | Frequenz (MHz) | Programm                      | ERP (kW) | Sendediagramm rund (ND)/ gerichtet (D) | Polarisation horizontal (H)/ vertikal (V) |
| ----- | -------------- | ----------------------------- | -------- | -------------------------------------- | ----------------------------------------- |
| 11    | 217,25         | Das Erste (SWR)               | 0,002    | D                                      | V                                         |
| 31    | 551,25         | ZDF                           | 0,04     | D (215°)                               | V                                         |
| 51    | 711,25         | SWR Fernsehen Rheinland-Pfalz | 0,04     | D (215°)                               | V                                         |